# کپوردندان اصفهان
کپوردندان اصفهان (نام علمی: Aphanius isfahanensis) نام یک گونه از سرده کپوردندان است.